# Бистриводе
Бистриводе (серб. Бистриводе / Bistrivode) — село в общине Вишеград Республики Сербской Боснии и Герцеговины. Население составляет 48 человек по переписи 2013 года.

## Население[3]
По данным на 1991 год, в селе проживали 122 человека, из них:
- 121 — бошняки,
- 1 — представитель иной национальности.